# Idaea nigrocostata
Idaea nigrocostata är en fjärilsart som beskrevs av Hirschke 1910. Idaea nigrocostata ingår i släktet Idaea och familjen mätare. Inga underarter finns listade i Catalogue of Life.